# Josef Breitenbach
Josef Breitenbach (München, 3 april 1896 – New York, 7 oktober 1984) was een Duits-Amerikaanse fotograaf wiens gemanipuleerde afbeeldingen en grimmige foto's deel uitmaakten van de surrealistische beweging. Later werd Breitenbach ook docent en gaf hij colleges aan diverse academies, waaronder de New School for Social Research.

## Leven
München

Breitenbach, van Joodse afkomst, werd geboren in een middenklasse familie van wijnhandelaren. Hij studeerde aan de Ludwig-Maximillians Universiteit in München (filosofie en kunstgeschiedenis, 1914 tot 1917) en werd actief in de jeugdafdeling en later de pacifistische vleugel van de sociaaldemocratische partij. Breitenbach raakte ook betrokken bij de kortdurende Münchense Radenrepubliek. De contacten die hij hierbij opdeed zouden hem later helpen bij het vestigen van een reputatie als fotograaf.
Na een aantal mislukte jaren aan het hoofd van het familiebedrijf opende Breitenbach in 1932 zijn eerste fotostudio. Tot zijn klanten behoorde de prominenten leden van de kunstwereld van München. 
Parijs

De opkomst van het nazi-regime vanaf 1933 maakte dat Breitenbach in 1934 vluchtte naar Parijs waar hij zich voegde bij andere Duitse vluchtelingen. Meer nog dan zijn Joodse komaf maakten het politieke verleden van de fotograaf en de anti-naziactiviteiten van zijn tienerzoon Hans hem tot een doelwit voor vervolging. Breitenbach was actief in de Union des Artistes Allemands Libres (Freier Künstlerbund in Duits) en nam deel aan de tentoonstelling "Cinq Ans de Dictateure Hitlerienne" (Vijf jaar dictatorschap van Hitler) in 1938. 
In Parijs werd Breitenbach beïnvloed door de op dat moment surrealistische 'revolutie' in de kunstscene. Hoewel hij onafhankelijk bleef en zich niet aansloot bij een bepaalde surrealistische groep, toonde hij wel zijn werk in belangrijke surrealistische tentoonstellingen naast fotografen als Man Ray, Jacques-André Boiffard, Brassaï, Eli Lotar, Henri Cartier-Bresson en Roger Parry.
Zijn periode in Parijs leverde een groot deel van zijn meest inventieve werk op. Hij paste hierbij technieken toe zoals superimpressie, montage, polarisatie, in negatief afdrukken en het fotogram. Ook was hij een van de eerste kunstenaars uit de vooroorlogse periode die gekleurde foto's produceerde. Een persoonlijk hoogtepunt voor Breitenbach in deze periode was de ontmoeting en samenwerking met de toneelschrijver Bertolt Brecht. Ook raakte hij bevriend met Max Ernst.
New York

Toen de oorlog uitbrak in 1939 werd Breitenbach geïnterneerd en opgesloten in diverse kampen door de Fransen. In mei 1941 wist hij te ontsnappen en kon hij vluchten naar New York. Daar begon hij een nieuwe fotostudio en werkte hij als fotojournalist. Tevens werd hij lid van de American Society of Magazine Photographers.
In de jaren vijftig en zestig was Breitenbach zeer actief als fotojournalist en maakte hij diverse fotoreportages in Azië (o.a. Japan en Korea) onder andere in opdracht van de Verenigde Naties.
Op uitnodiging van Josef Albers begon Breitenbach ook met het geven van lessen in de zomer van 1944 aan de Black Mountain College in de buurt van Asheville (North Carolina). In New York gaf hij vervolgens les aan Cooper Union van 1946-1966 en de New School for Social Research van 1949-1975.

## Erkenning
Tijdens zijn leven exposeerde Breitenbach met regelmaat zijn werk, zoals eerder al genoemd in Parijs en in de jaren veertig tot de midden jaren zestig in de Verenigde Staten, onder andere in het Museum of Modern Art en het Metropolitan Museum of Art. Edward Steichen selecteerde een foto uit een van zijn reportages uit Korea voor de wereldberoemde tentoonstelling The Family of Man. Na zijn dood hebben er wereldwijd tientallen solo-exposities van zijn werk plaatsgevonden en zijn er diverse boeken over hem gepubliceerd. Het Rijksmuseum Amsterdam heeft een aantal van zijn foto's in haar collectie.
Het Josef Breitenbach-archief bevindt zich in het Center for Creative Photography aan de Universiteit van Arizona in Tucson.